# Éolienne Bollée
Pour les articles homonymes, voir Bollée.

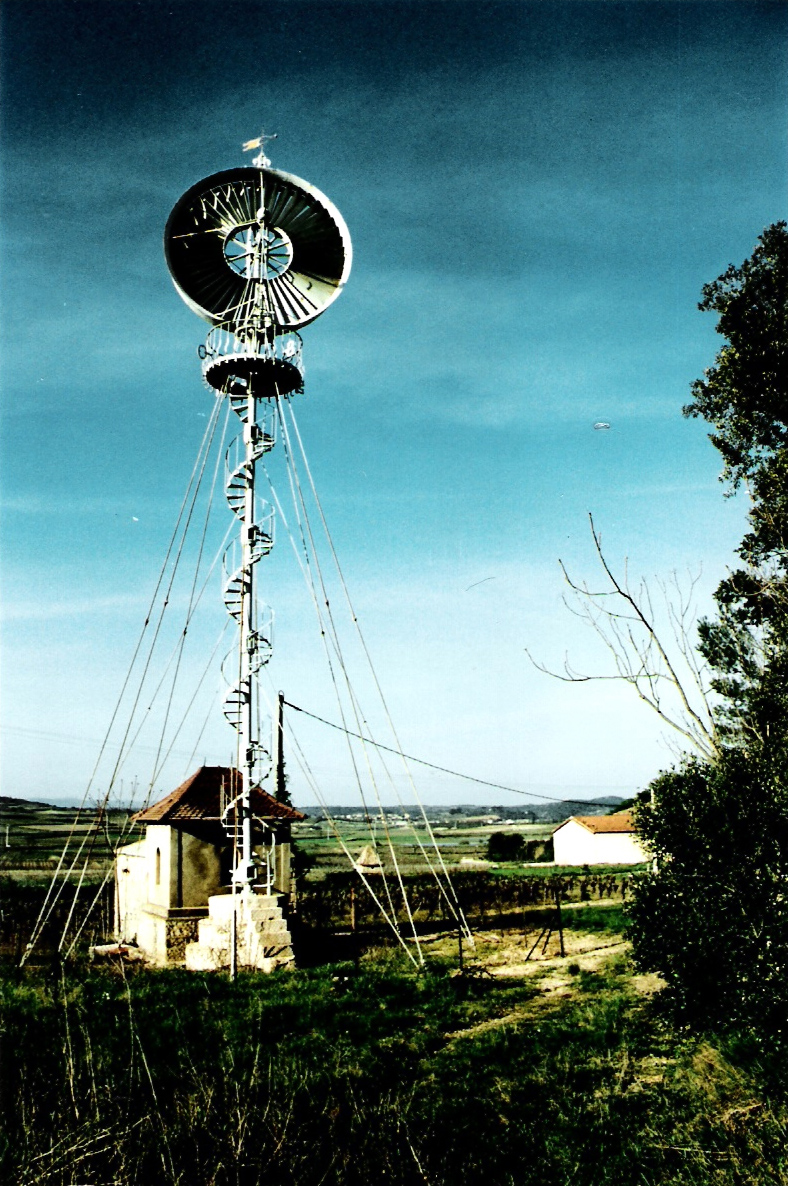
Éolienne Bollée de Quarante (Hérault).

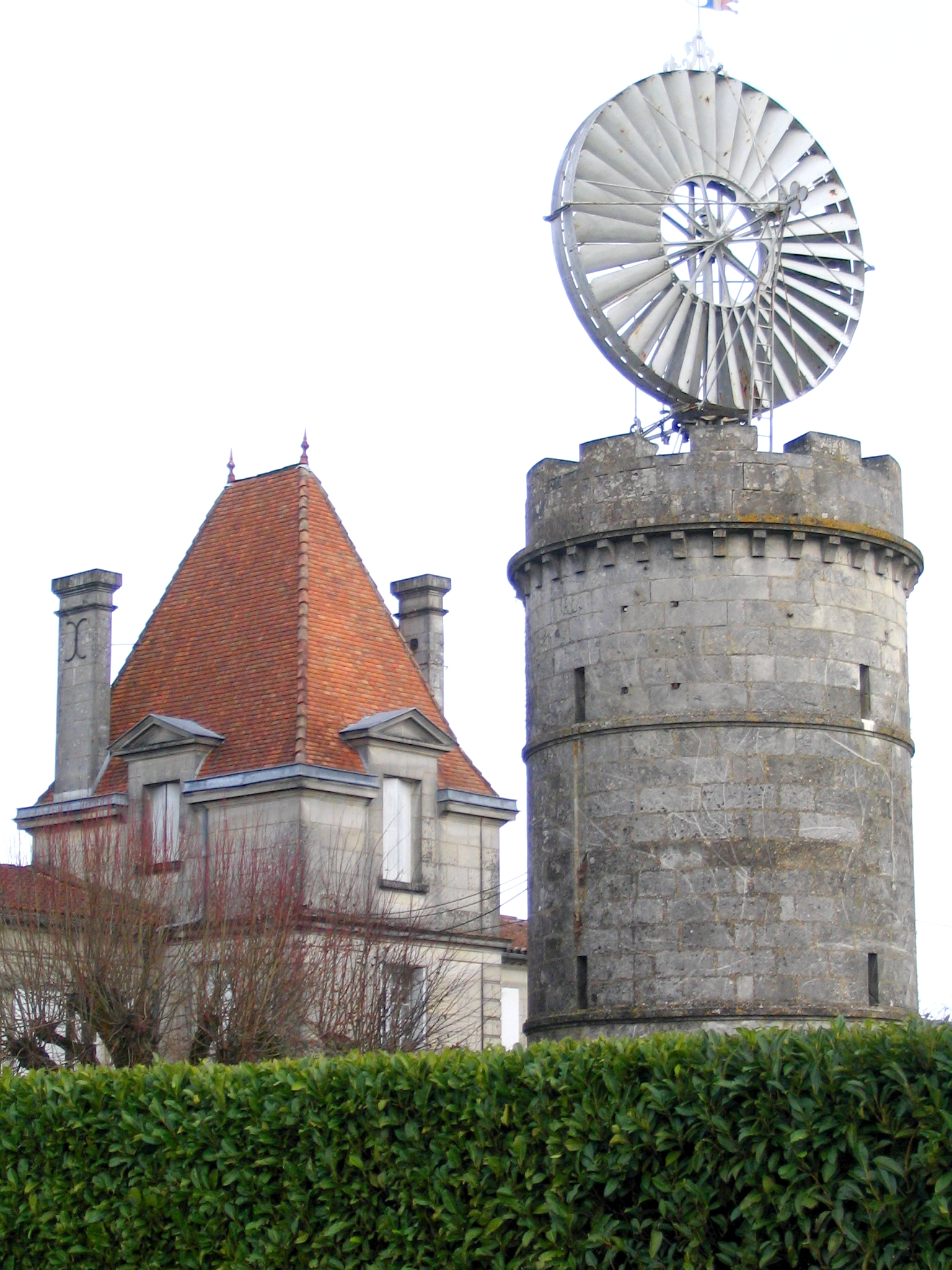
Éolienne Bollée de relevage d'eau sur son château d'eau, lieu-dit « Le Clône », Région de Pons - Ingénieur : E. Lebert, 1902 - Charente-Maritime.

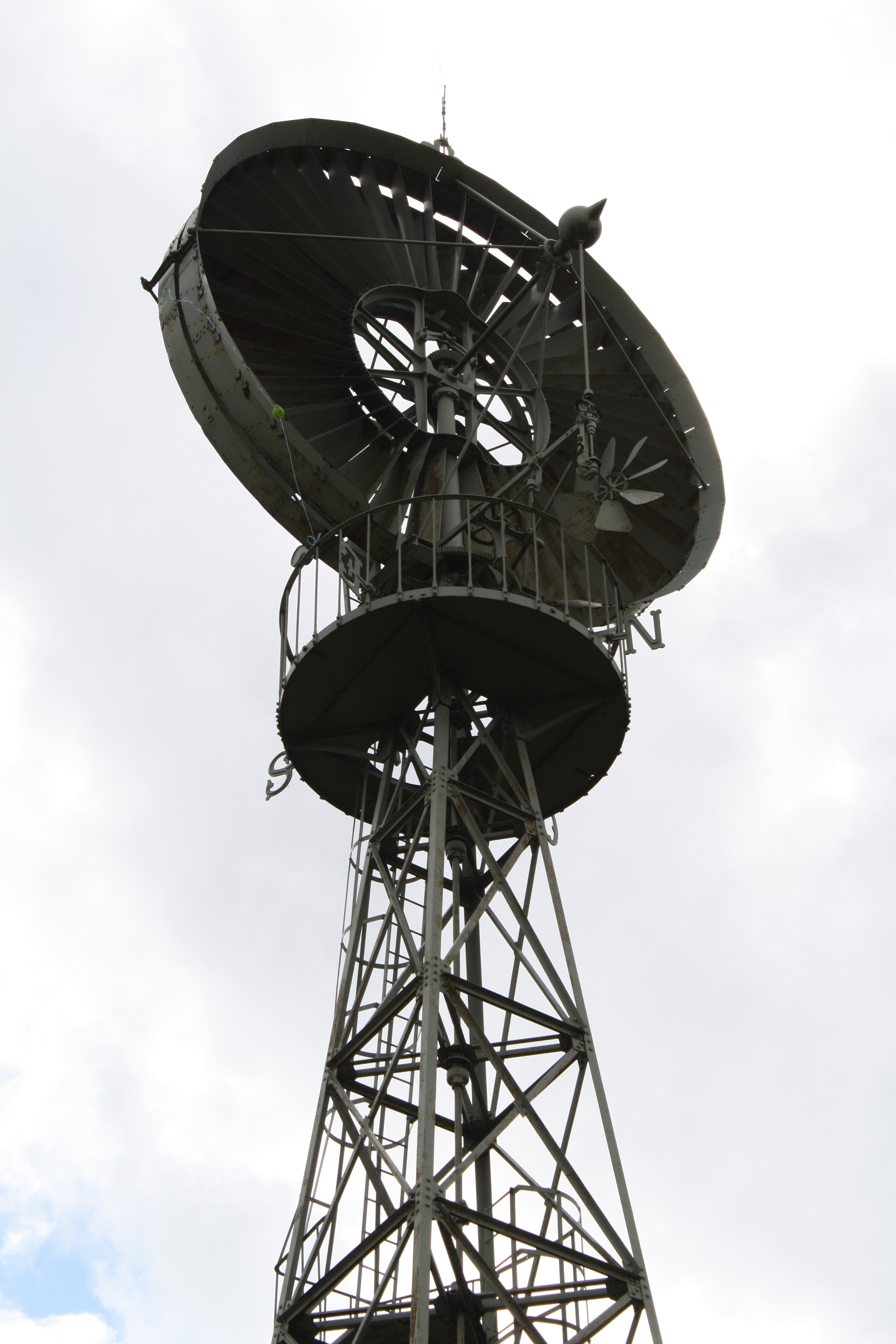
Éolienne de relevage d'eau Bollée no 3, 1901, à Souilly, département de la Meuse, en Lorraine. Le petit rotor de pivotement ou « papillon orienteur » permet à la turbine de se placer dans le vent.

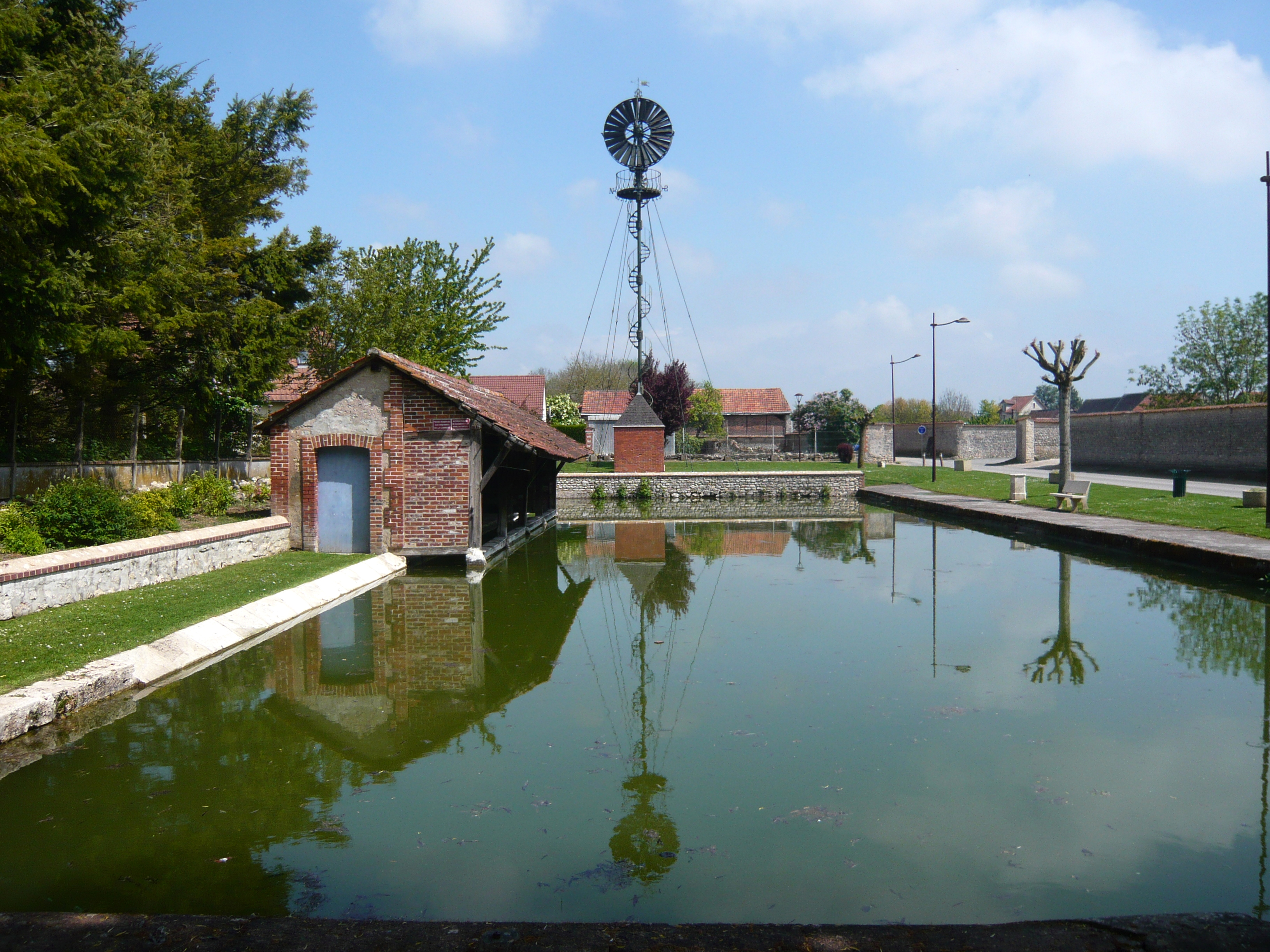
L'éolienne de Berchères-les-Pierres, le lavoir et la mare (Eure-et-Loir).

L’éolienne Bollée est un type d'éolienne inventé par Ernest-Sylvain Bollée (1814-1891), qui servait au pompage de l'eau (une pompe à vent). Elle fut produite en France de 1872 à 1933, à environ 350 exemplaires, qui furent installés principalement en France, dans quarante-quatre départements. Environ 80 sont encore visibles. 
Ernest-Sylvain Bollée a utilisé le mot « éolienne » pour la première fois (1885) comme nom commun et non plus comme un adjectif (énergie éolienne). Le mot se retrouve dans le Nouveau Larousse illustré quelques années plus tard en 1907.

## Inventions
Dans la famille Bollée, il y eut plusieurs inventeurs et industriels (fondeurs, constructeurs automobiles, etc.), sur plusieurs générations.
L'éolienne Bollée s'appuie sur les inventions suivantes :
- 1857 : brevet d'un bélier hydraulique, déposé par Ernest-Sylvain Bollée ;
- 1868 : brevet de la turbine à vent, déposé par Ernest-Sylvain Bollée[1] ;
- 1885 : brevet de l'entonnoir à vent, déposé par Auguste-Sylvain Bollée, fils de l'inventeur.

## Production
Une publicité tirée d'un journal de 1931 mentionne 500 références pour les éoliennes Bollée produites par les constructeurs suivants :
- 1872-1898. Famille Bollée - Ernest-Sylvain Bollée, l'inventeur, et son troisième fils, Auguste-Sylvain (1847-1906)[3]. À la mort du père, Auguste-Sylvain se retire dans un appartement à Paris pour peindre et finit par vendre l'affaire en 1898.
- 1898-1918. Édouard-Émile Lebert[4] ; en 1900, l'éolienne Bollée est présentée à l'Exposition universelle de Paris et devient un succès commercial.
- 1918-1926. Gaston Duplay ;
- 1926-1933. Société anonyme des Éoliennes Bollée.

## Implantations
Les 352 éoliennes Bollée identifiées ont été installées dans 49 départements français et dans 6 pays étrangers :
- 65 en Indre-et-Loire ;
- 42 en Sarthe ;
- 26 dans l’Yonne ;
- 18 en Eure-et-Loir ;
- 18 en Loir-et-Cher ;
- 17 en Maine-et-Loire ;
- 15 dans l’Eure ;
- 14 dans l’Orne ;
- 11 dans le Loiret ;
- 9 dans la Vienne, etc.

## Description
Cette section ne s'appuie pas, ou pas assez, sur des sources secondaires ou tertiaires indépendantes du sujet.

Pour l'améliorer, ajoutez-en, ou placez des modèles {{Source secondaire souhaitée}} ou {{Source secondaire nécessaire}} sur les passages mal sourcés. (novembre 2022)
Par le brevet de 1868, Ernest-Sylvain Bollée revendique l'emploi d'une roue fixe dite « directrice » munie d'aubes courbes destinées à diriger les filets d'air perpendiculairement au plan de chaque aube de la roue motrice située derrière et sur le même axe horizontal, « de manière à imprimer plus directement le mouvement à cette dernière ». La roue motrice commande la transmission par l'intermédiaire d'un couple conique, et pour compenser la réaction du couple d'entraînement qui empêche ladite roue motrice « de se tenir complètement perpendiculaire au sens du courant du vent », Ernest-Sylvain Bollée excentre son axe horizontal de rotation par rapport à l'axe vertical d'orientation. Tout l'appareil moteur est monté à pivot sur une aiguille qui termine une grande colonne haubanée. Un escalier à spirale se développant autour de la colonne en fonte permet d'accéder à une plate-forme au-dessus et à proximité de laquelle se trouvent les roues directrice et motrice, le mécanisme d'orientation à moulin et le boîtier du couple conique supérieur.
Par la suite, des changements furent adoptés :
- Ernest-Sylvain Bollée remplaça la girouette d'orientation par un moulinet orienteur « Delamolère ».
- Le constructeur fit passer l'arbre vertical de la transmission à l'intérieur de la colonne.
- Par le brevet de 1885, Auguste-Sylvain Bollée disposa un système d'entonnoir à la périphérie de la roue directrice dans le but de capter une plus grande quantité d'air, et par suite d'augmenter la vitesse et la puissance du moulin. Une demi-sphère sur le moyeu compléta cette disposition.
- Le mode d'élévation d'eau, primitivement à chaîne et godets, fut remplacé par une pompe.
- À partir de 1898, Lebert adopta un pylône en treillis pour remplacer la colonne haubanée des Bollée. En même temps, l'escalier en spirale fut remplacé par une simple échelle.

Caractéristiques
Il existait des modèles de quatre dimensions différentes, avec une surface de rotor variant approximativement selon la progression 1-2-4-8. Leurs caractéristiques étaient les suivantes :
| Modèle | no 1      | no 2     | no 3     | no 4 |
| Première vente | 1873      | 1872     | 1874     | 1927 |
| Nombre de pales du stator | 26        | 34       | 44       | 60   |
| Nombre de pales du rotor | 18        | 24       | 32       | 48   |
| Diamètre du rotor | 2,5 m     | 3,5 m    | 5 m      | 7 m  |
| Surface du rotor (*) | 1         | 1,96     | 4        | 7,84 |
| Capacité d’élévation d’eau (**) | 0,65 m3/h | 1,5 m3/h | 3,6 m3/h | [?]  |
| Masse (tonnes) | 5,5 t     | ?        | 9,5 t    | ?    |
| (*) En prenant pour référence la surface du modèle no 1, à savoir 4,9 m2 (**) Débit en mètres cubes par heure, pour un vent constant de 6 m/s et une hauteur de 25 m. |           |          |          |      |

Sites d'installation
En règle générale, on installe une éolienne de type 1 sur un plateau éloigné d'une forêt ou d'une construction. Le type 2 est souvent dans une forêt en prenant soin qu'elle dépasse les arbres. Le type 3 est particulièrement adapté pour les vallées.